# Dora Rivière
Pour l’article homonyme, voir Rivière (homonymie).
Dora Rivière, née le 13 avril 1895 à Saint-Étienne et morte le 21 avril 1983 au Luc-en-Provence, est une ophtalmologue et une résistante française. Elle est honorée du titre de Juste parmi les nations en 2011, à titre posthume.

## Biographie
Née dans une famille protestante de Saint-Étienne, originaire du Chambon-sur-Lignon, elle est la fille de George-Henri Rivière, propriétaire d'une société de transport routier, et de Catherine Reynard. Après le décès de son frère durant la Première Guerre mondiale, elle se tourne vers des études de médecine qu'elle réalise aux hospices civils de Lyon. Elle soutient sa thèse à Lyon en 1921 et se spécialise en ophtalmologie. Sur les conseils de Suzanne de Dietrich et de la Fédération des étudiants chrétiens, elle part en Pologne de 1921 à 1923, avec l'association European Student Relief : elle accueille et soigne les étudiants étrangers qui étudient à Varsovie et logent dans les foyers du YMCA. Elle travaille aussi à l’hôpital et dans les camps de réfugiés russes et ukrainiens pour lutter contre une épidémie de typhus. À son retour à Saint-Étienne, elle se marie et a deux enfants, puis se sépare de son mari.
Elle travaille dans l'entreprise de transport familiale à Saint-Étienne, tout en soutenant des œuvres caritatives, notamment L'Œuvre des enfants à la montagne dont elle est présidente. Elle s'engage dans le Résistance sous le pseudonyme masculin de « Monsieur Lignon », du nom du ruisseau de Haute-Loire. Avec plusieurs organisations clandestines, elle aide les personnes traquées par les autorités à se réfugier à l'étranger : c'est la filière suisse entre le Plateau Vivarais Lignon et la Suisse en passant par Saint-Étienne avec Pierre Piton et Mireille Philip. Elle participe aussi à un réseau assurant le placement d'enfants juifs dans les fermes isolées du plateau de Haute-Loire, et notamment les enfants de Vénissieux avec l'abbé Glasberg et Madeleine Barot de la Cimade.
Elle est dénoncée et arrêtée, le 6 octobre 1943, par l'armée allemande, et incarcérée à la prison de Bellevue à Saint-Étienne, puis à la prison Montluc à Lyon, avant d'être transférée au camp de transit de Royalieu près de Compiègne. De là, elle est déportée au camp pour femmes de Ravensbrück le 3 février 1944 avec le convoi dit des « 27 000 », du nom des matricules attribué aux prisonnières, Dora Rivière a, quant à elle, le matricule 27919. Elle est affectée au Revier puis au Jugendlager tâchant d'aider ses codétenues au mieux. Elle est libérée le 9 avril 1945, à la frontière germano-suisse, par la Croix-Rouge,.
Dans l'ouvrage Les Françaises à Ravensbrück publié en 1965, d'anciennes codétenues de Dora Riviere se souviennent d'elle :

« Le Docteur Dora a été désignée par le docteur Treite (médecin-chef du camp) pour être affectée au Jugendlager (trompeuse métaphore employée par les nazis pour désigner l’antichambre de la mort). Cette proposition l’a effrayée à cause des responsabilités qu’elle comportait... On avait promis à ces femmes, par la voix des haut-parleurs, une vie plus calme, exempte de travail, d’appel du matin, de corvées de terrassement, de déchargement ; on leur a parlé d’une infirmerie dirigée par une doctoresse française, le docteur Dora Rivière de Saint-Etienne, aimée pour sa bienveillante douceur. Les pauvres vieilles, les impotentes, les malades ambulatoires, les tricoteuses sont parties presque joyeuses… Madame Rivière, avait reçu un tel choc psychique de son séjour au Jugendlager qu’elle a dû s’aliter jusqu’à l’évacuation du camp en avril 1945. »

Dora Rivière se rend aux États-Unis et au Canada, en 1946, pour lever des fonds. Elle est élue au conseil municipal de Saint-Étienne pendant sa déportation et, à son retour, elle est nommée adjointe au maire, chargée des affaires sociales. Elle participe à la création de l'Amicale de Ravensbrück, est membre de l'Union des femmes françaises, du conseil d'administration du Collège Cévenol et de l'Accueil fraternel du Chambon-sur-Lignon.
Elle se retire en 1972 au Luc-en-Provence, dans le Var, où elle meurt le 21 avril 1983.

## Distinctions et hommages
- Croix du combattant[8]
- Médaille de la déportation pour faits de Résistance[8]
- Le comité Yad Vashem lui décerne, à titre posthume, le titre de Juste parmi les nations le 6 février 2011[9],[1].
- Une école primaire de Saint-Étienne porte son nom[10].